# Olga Tsjernjavskaja
Olga Michailovna Tsjernjavskaja (Russisch: Ольга Михайловна Чернявская), geboren als Davydova, later Boerova (Irbit, 17 september 1963) is een Russisch discuswerpster. Ze werd wereldkampioene en meervoudig nationaal kampioene op deze discipline. Ze nam driemaal deel aan de Olympische Spelen, maar won hierbij geen medailles.
Op het WK 1993 in Stuttgart won ze een gouden medaille bij het discuswerpen. Met een beste poging van 67,40 m versloeg ze de Australische Daniela Costian (zilver; 65,36) en de Chinese Min Chunfeng (brons; 66,86). Twee jaar later moest ze op het WK in Göteborg genoegen nemen met een bronzen medaille achter de Wit-Russische Ellina Zvereva (goud; 68,64) en Duitse Ilke Wyludda (zilver; 67,20).
Haar beste olympische prestatie leverde ze in 1992 met een vijfde plek op de Spelen van Barcelona. Vier jaar later werd ze zesde op de Olympische Spelen van Atlanta.
Op 41-jarige leeftijd nam ze nog deel aan de Olympische Spelen van 2004 in Athene, maar sneuvelde hierbij met 58,64 reeds in de kwalificatieronde.

## Titels
- Russisch kampioene discuswerpen - 1994, 2002
- Sovjet-Russisch kampioene discuswerpen - 1989, 1990

## Persoonlijk record
| Onderdeel    | Prestatie | Datum       | Plaats |
| ------------ | --------- | ----------- | ------ |
| discuswerpen | 68,38 m   | 29 mei 1992 | Sotsji |

## Prestaties
| Jaar | Wedstrijd         | Plaats          | Resultaat | Onderdeel    | Prestatie |
| ---- | ----------------- | --------------- | --------- | ------------ | --------- |
| 1990 | EK                | Split           | 2e        | discuswerpen | 66,72 m   |
|      | Goodwill Games    | Seattle         | 3e        | discuswerpen | 65,46 m   |
| 1992 | Olympische Spelen | Barcelona       | 5e        | discuswerpen | 64,02 m   |
| 1993 | WK                | Stuttgart       | 1e        | discuswerpen | 67,40 m   |
| 1994 | EK                | Helsinki        | 5e        | discuswerpen | 62,54 m   |
|      | Grand Prix Finale | Parijs          | 6e        | discuswerpen | 61,24 m   |
|      | Goodwill Games    | Sint-Petersburg | 2e        | discuswerpen | 63,82 m   |
| 1995 | WK                | Göteborg        | 3e        | discuswerpen | 66,86 m   |
| 1996 | Olympische Spelen | Atlanta         | 6e        | discuswerpen | 64,70 m   |
|      | Europacup         | Madrid          | 2e        | discuswerpen | 65,06 m   |